# العلاقات البوسنية الجورجية
العلاقات البوسنية الجورجية هي العلاقات الثنائية التي تجمع بين البوسنة والهرسك وجورجيا.

## مقارنة بين البلدين
هذه مقارنة عامة ومرجعية للدولتين:
| وجه المقارنة                                              | البوسنة والهرسك                                             | جورجيا                          |
| --------------------------------------------------------- | ----------------------------------------------------------- | ------------------------------- |
| المساحة (كم2)                                             | 51.20 ألف                                                   | 69.70 ألف                       |
| عدد السكان (نسمة)                                         | 3.51 مليون                                                  | 3.72 مليون                      |
| الكثافة السكانية (ن./كم²)                                 | 68.55                                                       | 53.37                           |
| العاصمة                                                   | سراييفو                                                     | تبليسي، كوتايسي                 |
| اللغة الرسمية                                             | اللغة البوسنوية، اللغة الكرواتية، اللغة الصربية             | اللغة الجورجية، اللغة الأبخازية |
| العملة                                                    | مارك بوسني                                                  | لاري جورجي                      |
| الناتج المحلي الإجمالي (بليون دولار)                      | 18.17 مليار                                                 | 15.16 مليار                     |
| الناتج المحلي الإجمالي (تعادل القوة الشرائية) بليون دولار | 41.35 مليار                                                 | 35.68 مليار                     |
| الناتج المحلي الإجمالي الاسمي للفرد دولار أمريكي          | 4.25 ألف                                                    | 3.79 ألف                        |
| الناتج المحلي الإجمالي للفرد دولار أمريكي                 | 10.43 ألف                                                   |                                 |
| مؤشر التنمية البشرية                                      | 0.733                                                       | 0.754                           |
| رمز المكالمات الدولي                                      | +387                                                        | +995                            |
| رمز الإنترنت                                              | .ba                                                         | .ge، .გე ‏                       |
| المنطقة الزمنية                                           | توقيت وسط أوروبا، ت ع م+01:00، ت ع م+02:00، أوروبا/سراييفو ‏ | ت ع م+04:00                     |

## منظمات دولية مشتركة
يشترك البلدان في عضوية مجموعة من المنظمات الدولية، منها:
| علم المنظمة | اسم المنظمة                             | تاريخ انضمام البوسنة والهرسك | تاريخ انضمام جورجيا |
| ----------- | --------------------------------------- | ---------------------------- | ------------------- |
|             | يونسكو                                  | 2 يونيو 1993                 | 7 أكتوبر 1992       |
|             | اتفاقية السماوات المفتوحة               | ?                            | ?                   |
|             | مؤسسة التمويل الدولية                   | 25 فبراير 1993               | 29 يونيو 1995       |
|             | مجلس أوروبا                             | 24 أبريل 2002                | 27 أبريل 1999       |
|             | مؤسسة التنمية الدولية                   | 25 فبراير 1993               | 31 أغسطس 1993       |
|             | منظمة الأمن والتعاون في أوروبا          | 30 أبريل 1992                | 24 مارس 1992        |
|             | المنظمة الأوروبية لسلامة الملاحة الجوية | 2004                         | 2012                |
|             | الاتحاد البريدي العالمي                 | ?                            | ?                   |
|             | الاتحاد الدولي للاتصالات                | 20 أكتوبر 1992               | 7 يناير 1993        |
|             | الأمم المتحدة                           | 22 مايو 1992                 | 31 يوليو 1992       |
|             | البنك الدولي للإنشاء والتعمير           | 25 فبراير 1993               | 7 أغسطس 1992        |

## وصلات خارجية
- موقع وزارة الخارجية البوسنية
- موقع وزارة الخارجية الجورجية